# Jon Hendricks
John Carl Hendricks (Newark (Ohio), 16 september 1921 - New York, 22 november 2017) was een Amerikaanse jazzmuzikant (zang, drums) en songwriter.

## Biografie
In Toledo was Jon Hendricks de eerste keren te horen als zanger bij publieke radioprogramma's. Daar zong hij tijdens de jaren 1940 ook met de beroemde jazzpianist Art Tatum als begeleider. In Toledo studeerde hij aan het college literatuur en vervolgens rechtswetenschappen. Een korte ontmoeting met Charlie Parker die hem aanmoedigde om als jazzzanger te werken, overtuigden Hendricks om zijn muzikale plannen professioneel ten uitvoer te brengen. In 1955 ontwikkelde hij in New York met Dave Lambert een zangvariatie van Woody Hermans Four Brothers saxofoonformatie en formeerde hij met Annie Ross het zangtrio Lambert, Hendricks & Ross en hij werd de songwriter.
Tijdens de volgende zes jaar nam het trio naast zijn verre tournees vele jazznummers op, waarbij ze instrumentale improvisaties van andere jazzmuzikanten en driestemmige refreins met teksten ondergeschikt nazongen. Het album Sing a Song of Basie uit 1957, dat voortkwam uit een plan om zangers de blazerssecties van stukken van de Count Basie Bigband te laten zingen, was een groot succes. Omdat Hendricks en Lambert (samen met de als zangcoach werkende Annie Ross) geen geschikte zanger vonden, probeerden ze het zelf (het geboortetijdstip van hun trio, dat bestond van 1958 tot 1964). Annie Ross trok zich in 1962 terug uit gezondheidsredenen en werd vervangen door Yolande Bavan.
Vervolgens zong Hendricks als solist, tot hij in 1968 met zijn nieuw geformeerde band Jon Hendricks and Company, waartoe nu naast Annie Ross ook Georgie Fame behoorde, in Europa en Afrika optrad. Hendricks woonde van 1968 tot 1973 in Londen en was vaak als gast te zien bij de Britse televisie. Hij speelde in de Britse film Jazz is our Religion en in de Franse film Hommage à Cole Porter (Cole Porter).
Na zijn tijd in Europa verhuisde hij terug naar de Verenigde Staten naar San Francisco en werkte hij voor de San Francisco Chronicle als jazzcriticus, maar ook als docent aan de California State University in Sonoma en de University of California, Berkeley. Ook tijdens deze periode nam Hendricks verdere platen op, enkele alleen, andere samen met zijn echtgenote Judith (die in november 2015 op 78-jarige leeftijd overleed) en zijn dochters Aria en Michele. In 1999 trad hij ook weer op met Annie Ross. Zijn samenwerking met The Manhattan Transfer in 1985 in het album Vocalese leidde tot vijf Grammy Award-onderscheidingen. In 2003 ging hij met de Four Brothers op tournee, een zangkwartet dat naast hem bestond uit Kurt Elling, Mark Murphy en Kevin Mahogany. 
Zijn scatzang is ook onderdeel van het enige gezongen Monk-nummer, die ooit op een van Monks eigen albums is verschenen. Dit is weliswaar alleen aan een toeval te danken, want Hendricks was bij de studio-opname toevallig aanwezig. Monk drong aan dat hij het mee opnam. Helaas was Hendricks op deze dag vocaal niet optimaal beschikbaar. Desondanks was deze opname door de populariteit van Monk zonder twijfel bevorderlijk.

## Samenwerkingen
In de loop van zijn carrière werkte Jon Hendricks samen met veel jazzgrootheden als Cannonball Adderley, Count Basie, Dizzy Gillespie, Art Blakey, Buck Clayton, Henry Grimes, Miles Davis, Thelonious Monk, Wes Montgomery, Wynton Marsalis, Bobby McFerrin.

## Onderscheidingen
- 1985 – vijf Grammy Awards voor zijn album Vocalese met Manhattan Transfer
- Emmy, Iris en Peabody Award voor de tv-documentaire Somewhere to Lay My Weary Head
- Zijn theaterstuk Evolution of the Blues speelde vijf jaar aan Broadway in New York.

## Film
- 2010 – Blues March, Regie: Malte Rauch

- Bibsys: 2110352
- Biblioteca Nacional de España: XX967048
- Bibliothèque nationale de France: cb13895132x (data)
- CiNii: DA12287650
- Gemeinsame Normdatei: 134403037
- International Standard Name Identifier: 0000 0001 1700 4356
- Library of Congress Control Number: no88003286
- MusicBrainz: 44a41c44-ca63-44e3-92a2-0000f14b9d98
- Nationale Bibliotheek van Tsjechië: xx0132438
- Nationale Bibliotheek van Israël: 987007446992605171
- Nederlandse Thesaurus van Auteursnamen: 072049391
- Istituto Centrale per il Catalogo Unico: CFIV121412
- SNAC: w69g5smx
- Système universitaire de documentation: 114468516
- Virtual International Authority File: 116725996
- WorldCat: E39PBJrcgP3FtmTJR4b83GHHmd